# Phyllanthus emblica
Phyllanthus emblica L. en español grosellero de la India, también denominado mirobálano émblico
y en ocasiones sarandí. 

Nombres comunes de este árbol en su zona de origen son amalaka en sánscrito, amla (आँवला) en hindi, amlaki (আমলকী) en bengalí, nellikkai (நெல்லிக்காய்) en kannada y tamil, mala en lengua nepalí, ma kham bom en Tailandia y Laos.
 
Pertenece a la familia filantáceas, se encuentra en las regiones tropicales y subtropicales de Asia.

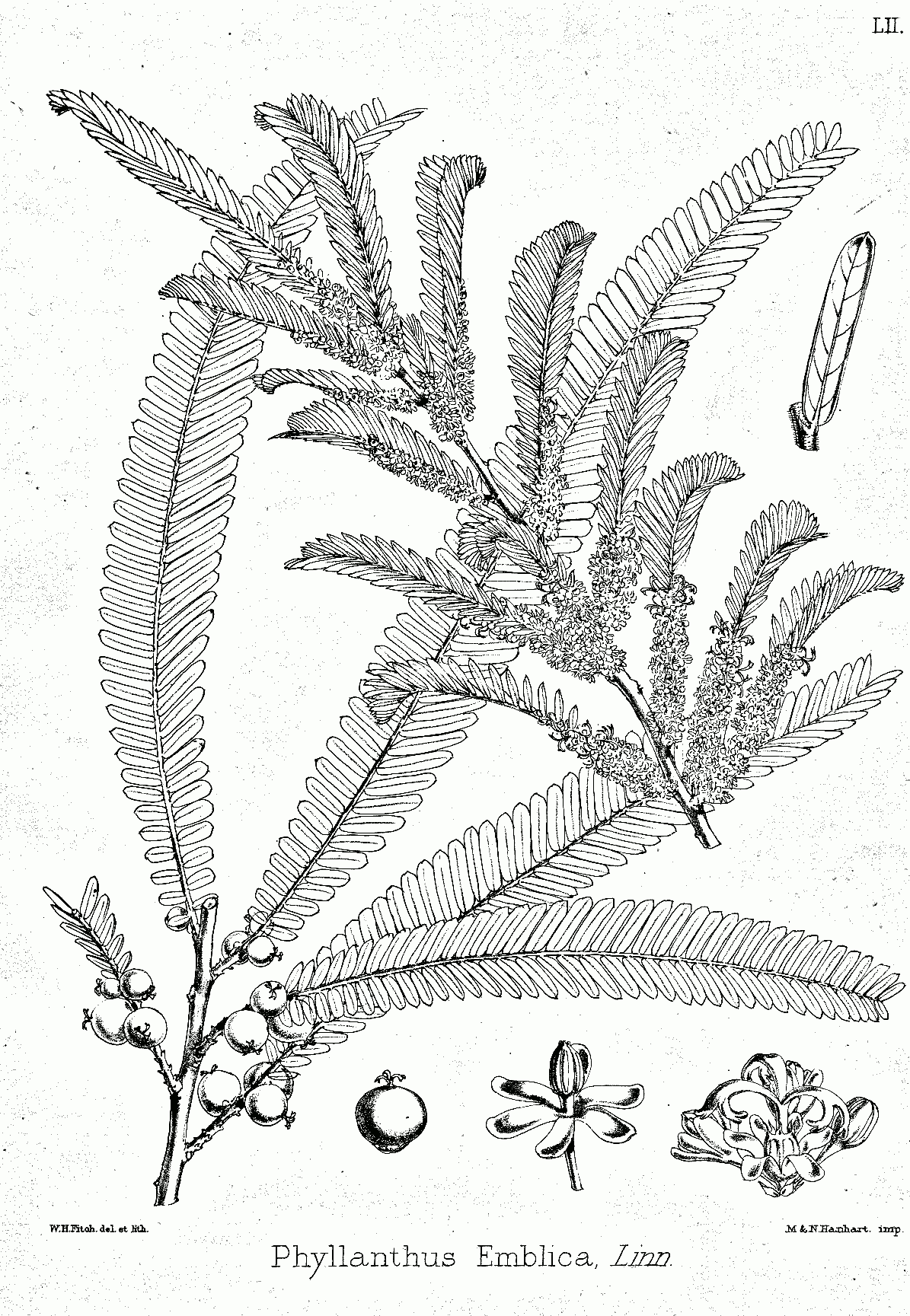
Ejemplar de las hojas.

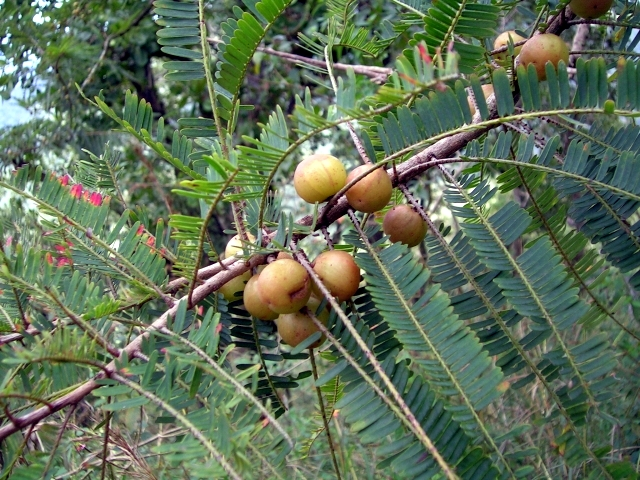
Ejemplar del Fruto.

## Descripción
Es un árbol de tamaño mediano, con tronco tortuoso y ramas abundantes. Las ramas son glabras o finamente pubescentes, de 10-20 cm de largo, generalmente caducas; las hojas simples, y subsésiles estrechamente a lo largo de la rama, de color verde, se asemejan a las hojas pinnadas. Las flores son de color amarillo verdoso. El fruto es casi esférico, de color amarillo verdoso, muy suave y duro en apariencia, con seis franjas verticales o surcos.
Madura en otoño, las bayas se cosechan a mano. Es muy fibroso, su sabor es agrio, amargo y astringente. En la India, la fruta se sumerge durante un tiempo antes de ser consumida en agua salada. De esta forma se eliminan los taninos y se suaviza el sabor agrio y astringente de los frutos. 

## Propiedades
Sus frutos contienen grandes cantidades de ácido ascórbico (vitamina C), 445 mg/100g,.
El contenido en taninos y otros polifenoles le confiere propiedades antioxidantes. También contiene flavonoides, kaempferol, ácido elágico y ácido gálico.
El Amalaki ha sido objeto de investigaciones sobre sus propiedades. Se ha demostrado que posee actividad como antioxidante, antiviral y antibiótico.
Estudios en fase de pruebas preliminares sugieren que sus extractos podrían mejorar la artritis reumatoide y la osteoporosis.
Un estudio piloto demostró la reducción de los niveles de colesterol en sangre normales y hipercolesterolémia en hombres. 
Un estudio en ratas muestra que el extracto de la fruta tiene un efecto positivo contra la diabetes, disminuyendo significativamente los niveles de glucosa en sangre, así como los niveles de triglicéridos.
Sin embargo, el contenido en taninos hidrolizables hepatotóxicos de la fruta sin tratar desaconseja su uso terapéutico sin control médico.

## Ayurveda
El fruto del árbol Amalaki (Emblica officinalis Gaertn.) es muy utilizado en la medicina ayurvédica, se emplea con el propósito de renovar y fortalecer el cuerpo, así como mejorar la digestión y reforzar la respuesta del sistema inmunológico. Es uno de los tres ingredientes de la fórmula ayurvédica conocida como triphala, la cual se emplea, según esta escuela médica, para tratar el exceso de calor en el tracto digestivo.

## Taxonomía
Phyllanthus emblica fue descrita por Carlos Linneo y publicado en Species Plantarum 2: 982. 1753.
Sinonimia
- Cicca emblica (L.) Kurz (1877).
- Diasperus emblica (L.) Kuntze (1891).
- Dichelactina nodicaulis Hance in W.G.Walpers (1853).
- Emblica arborea Raf. (1822).
- Emblica officinalis Gaertn. (1790).
- Mirobalanus embilica Burm. (1769).
- Phyllanthus glomeratus Roxb. ex Wall. (1847), nom. inval.
- Phyllanthus mairei H.Lév. (1915).[16][17]
- Phyllanthus mimosifolius Salisb. (1796).
- Phyllanthus taxifolius D.Don (1825).